# فارا جرا دادا
فارا جرا دادا (به ایتالیایی: Fara Gera d'Adda) یک کومونه در ایتالیا است که در استان برگامو واقع شده‌است. فارا جرا دادا ۱۰٫۶ کیلومتر مربع مساحت و ۷٬۳۹۶ نفر جمعیت دارد و ۱۳۱ متر بالاتر از سطح دریا واقع شده‌است.